# 埃迪特·冈萨雷斯
埃迪特·冈萨雷斯·富恩特斯（西班牙語發音：[eˈðit ɣonˈsales]，1964年12月10日—2019年6月13日），墨西哥女演员。

## 生平
在五岁那年，一个直播电视节目缺一个金发碧眼的小姑娘，她正好被导演选中，从此与表演艺术结下了不解之缘，迈上了演艺之路。
她是1983年墨西哥电视剧《卞卡》（西班牙語：Bianca Vidal）的主角人物。该电视剧被引入中国大陆，最早由长春电影制片厂译制，主要配音演员是金毅和王瑞。1987年10月在北京电视台播出，后来成热播剧。
1989年9月，她作为墨西哥电视代表团的一名成员，来到北京，参加北京国际电视周活动。
在整个演艺生涯中，她总共出演了40多部电视剧。2016年被检查出卵巢癌，被送往医院，接受了一年多的化疗。2019年6月13日因卵巢癌逝世，享年54歲。